# Риф Сенді-Кей
Риф Сенді-Кей — невеликий кораловий риф у північній частині рифів Тіту островів Спратлі в Південнокитайському морі. Складається з кількох мілководних рифових платформ із динамічними піщаними берегами. На нього претендують Китай, Філіппіни, Тайвань і В'єтнам. Розташований приблизно за 1,5 морської милі на північний захід від острова Тіту та за 9,3 морської милі на північний схід від рифу Субі в межах західного краю атола рифів Тіту.
У середині квітня 2025 року на риф висадилася берегова охорона Китаю, щоб «здійснити суверенну юрисдикцію», піднявши на піщаній мілині вперше за багато років китайський прапор.